# Jednostka regionalna Andros
Jednostka regionalna Andros (nwgr.: Περιφερειακή ενότητα Άνδρου) – jednostka administracyjna Grecji w regionie Wyspy Egejskie Południowe. Powołana do życia 1 stycznia 2011, liczy 8 tys. mieszkańców (2021).
W skład jednostki wchodzi tylko jedna gmina: Andros.